# Navia aloifolia
Navia aloifolia är en gräsväxtart som beskrevs av Lyman Bradford Smith. Navia aloifolia ingår i släktet Navia och familjen Bromeliaceae. Inga underarter finns listade i Catalogue of Life.